# Lapidarium (literatura)

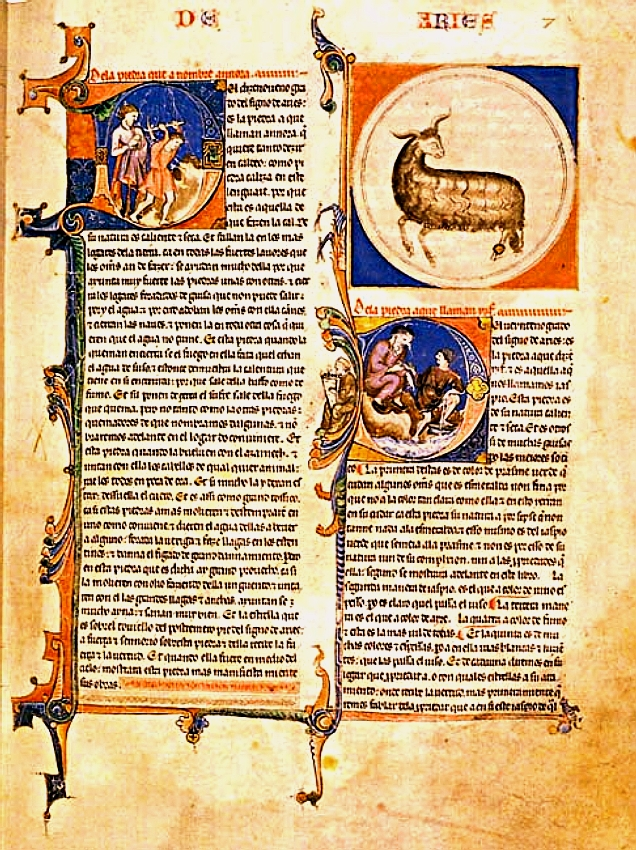
Lapidario Alfonsa X Mądrego

Lapidarium (łac. lapidarius = dotyczący kamieni) – alegoryczny traktat poetycki o właściwościach kamieni szlachetnych.
Najstarsze znane lapidaria pochodzą z dalekiego Wschodu (Mahabharata, Ramajana); wspomina o nich Pliniusz Starszy w dziele Historia naturalis. W IV lub V w. n.e powstał łaciński przekład anonimowego greckiego dzieła pt Physiologos, który stał się wzorem dla wszystkich późniejszych lapidariów. Jednym z najwcześniejszych średniowiecznych utworów tego typu, które zachowało się do czasów współczesnych, jest dzieło Ambrozjusza Teodozjusza Makrobiusza pisane po łacinie. Na przełomie XI/XII w. opis szlachetnych kamieni wraz z ich szczególnymi właściwościami przedstawił Marbodius, biskup Rennes, w 743 heksametrach. Opisy kamieni szlachetnych zestawiane z wykładem o charakterze alegoryczno-moralnym zaczęły pojawiać się później, np. ok. 1125 roku Philippe de Thaon dołączył do dzieła Bestiaire krótkie wierszyki, wydzielone w osobnej części zatytułowanej Lapidaire. Porównywał w nich np. twardość diamentu do niezłomności Chrystusa. Na początku XIII w. spisano kamienie pojawiające się w biblijnej Księdze Wyjścia i w Apokalipsie św. Jana, nadając im alegoryczne znaczenie. W tamtym okresie również męka Jezusa była przyrównywana do wielu kamieni (np. onyksu, agatu itp.). W XIII w. lapidaria były szczególnie popularne we Francji – pojawiły się wówczas liczne przekłady dzieła Marboda na język francuski, szybko popularyzowały się także i w innych krajach Europy.
Lapidaria zaniknęły wraz z końcem średniowiecza (ostatnie ślady tego gatunku można odnaleźć w XVI-wiecznej twórczości Rémy Belleau). W XX w. Ryszard Kapuściński zatytułował zbiór swoich notatek, niedokończonych reportaży, spostrzeżeń itp. Lapidarium – nie było to jednak nawiązanie do średniowiecznych opisów kamieni szlachetnych, a do innego znaczenia tego słowa (miejsce będące zbiorem muzealnych eksponatów, zniszczonych rzeźb itp., zob. lapidarium).